# 773 Irmintraud
773 Irmintraud eller 1913 TV är en asteroid i huvudbältet, som upptäcktes 22 december 1913 av den tyske astronomen Franz H. Kaiser i Heidelberg. Den är uppkallad efter ett tyska kvinnonamnet Irmintraud.
Asteroiden har en diameter på ungefär 91 kilometer.